# Violences sexuelles et sexistes dans le sport français
Pour des articles plus généraux, voir Violence sexuelle dans le sport et Mouvement #MeToo en France.
Les violences sexuelles et sexistes dans le sport français concernent les violences sexuelles et sexistes commises au sein du sport en France.
À la suite de plusieurs affaires sexuelles médiatisées, l'État et les fédérations sportives commencent à agir et tentent d'y remédier.

## Historique
En France, la première enquête scientifique consacrée au sujet date de 2006. L'équipe de recherche y indique que « près de 8 % des étudiants qui ont répondu à l’enquête déclarent avoir subi une agression d’ordre sexuel en milieu sportif ». Tous les agresseurs sont alors des hommes. Les victimes ont en moyenne 14-15 ans.
Une enquête approfondie est réalisée en 2007-2008 auprès de 1 500 jeunes sportives et sportifs. Le taux de prévalence des agressions sexuelles reste sensiblement le même (7,5%) que lors de l'étude de 2006. Plus largement une personne sur six déclare avoir été victime d'une forme de violence sexuelle (agression sexuelle, harcèlement sexuel et/ou exhibition sexuelle).
En 2008, la ministre de la santé, Roselyne Bachelot, engage un plan de lutte contre les violences sexuelles et sexistes dans le sport. Une charte sur la prévention des violences sexuelles est alors signée par les fédérations sportives.

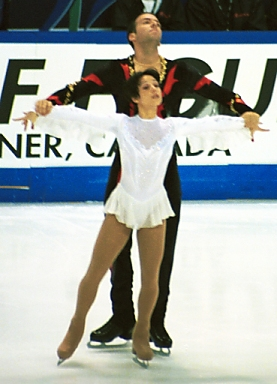
Sarah Abitbol avec Stéphane Bernadis en 2001.

À la suite de la dénonciation de Sarah Abitbol en 2020, des viols subis dans son adolescence par son entraîneur Gilles Beyer, le président de la fédération française des sports de glace (FFSG) Didier Gailhaguet démissionne, une déléguée interministérielle à la lutte contre les violences sexuelles dans le sport, Fabienne Bourdais, est désignée et une cellule de signalements et de traitement des violences sexuelles au sein du Ministère chargé des sports, intitulée Signal-Sports est installée.
Entre février 2020 et février 2021, 387 signalements sont remontés à la cellule ministérielle destinée à la lutte contre les violences sexuelles au sein du ministère des sports (mise en place en 2020), mettant en cause 421 personnes issues de 48 fédérations différentes. La ministre des sports Roxana Maracineanu indique que le nombre d'affaires en cours en septembre 2021 est porté à 533. La cellule ministérielle indique en mars 2022 que, parmi les dossiers qu'elle recense, cela a trait à toutes les fédérations sportives et 73 % des dossiers sont relatifs à la période 2012-2022. Pour la saison sportive 2020-2021, elle dénombre 107 affaires. Les mineurs forment 84 %[précision nécessaire] des victimes des violences. À partir de septembre 2021, les bénévoles sont soumis à un contrôle d'honorabilité.
En 2021, une étude au niveau de six pays européens avance le chiffre d'un enfant sur sept, victime de violences dans le monde du sport. Ce résultat « glaçant » ne prend pas en compte la France dont la dernière étude date de 2009.
En janvier 2024, le rapport d'une commission d'enquête parlementaire, avec les députées Béatrice Bellamy comme présidente et Sabrina Sebaihi en tant que rapporteure, mentionne « un caractère systémique de dysfonctionnements qui trouvent leur origine dans l’organisation de la gouvernance du monde sportif et la relation particulière qui le lie à l’Etat ».
En février 2024, l'Assemblée nationale adopte, à l'unanimité, une proposition de loi pour mieux protéger les enfants au sein des clubs de sport. Ainsi, les présidents de club se doivent de signaler aux services de l'État les « comportements à risques » des éducateurs, ou de tout individu en contact avec des enfants, sous peine de sanctions. Par ailleurs le contrôle des antécédents des éducateurs sportifs doit être effectué annuellement.

## Affaires judiciaires et médiatisées

### Athlétisme
En 1991, la lanceuse de marteau Catherine Moyon de Baecque est la première à porter plainte pour violences sexuelles en contexte sportif. Elle dénonce un viol collectif survenu à l'occasion d'un stage national de l'équipe de France d'athlétisme en 1991. Elle est évincée de l’équipe de France après avoir déposé plainte. La Fédération française d'athlétisme essaie d'étouffer le scandale et ne la soutient pas. Par contre, la justice lui donne raison et condamne ses agresseurs. À la suite d'un pourvoi en cassation en 1994, l’un des quatre sportifs accusés est relaxé, mais trois autres sont condamnés à des peines de huit à quinze mois d’emprisonnement avec sursis. De plus, la responsabilité de l’État est reconnue.
En 2022, Mathilde de Kerangat dépose une plainte pour violences sexuelles contre un ancien entraîneur d’athlétisme, violences commises alors qu'elle avait entre 7 et 11 ans, de 1998 à 2002. Cette première plainte est classée sans suite, aussi elle en dépose une nouvelle en octobre 2023.

### Football
En février 2025, l'ancien responsable football au sein du club parisien La Salésienne qui compte plus de 4 000 adhérents, Mitch D. est condamné à trois ans de prison avec sursis pour avoir abusé de dix joueuses mineures.

### Kayak
Le kayakiste Jean-Yves Prigent est condamné en juillet 2024 à quatre ans de prison, dont un an avec bracelet électronique et trois ans avec sursis probatoire, pour deux agressions sexuelles. En novembre 2024, il est mis en examen et écroué pour des viols, agressions et harcèlement sexuel sur des mineurs.
L'ancienne kayakiste de l'équipe de France, Yannick Trégaro témoigne en janvier 2025 des viols à son encontre au sein de l'équipe de France et à l'Insep, dans les années 1980 : « Aujourd'hui, je sais que deux de mes agresseurs à l'Insep sont toujours en poste » ». Elle a porté plainte mais les faits sont prescrits. Elle demande la fin de l'omerta et un meilleur accompagnement des victimes.

### Patinage
En 2020, Sarah Abitbol, ancienne patineuse internationale française dénonce les viols qu'elle a subis dans son adolescence par son ancien entraîneur Gilles Beyer,. Par ailleurs, plusieurs patineuses de haut niveau indiquent avoir été violées par leurs entraîneurs. Béatrice Dumur et Anne Bruneteaux évoquent des viols et des agressions par Michel Lotz. Hélène Godard accuse Gilles Beyer, le même entraineur que Sarah Abitbol mais aussi Jean-Roland Racle qui n'est pas poursuivi, les faits étant prescrits,.
En lien avec ces témoignages de 2020, un collectif d'anciens sportifs et professionnels lance une pétition à l'encontre de Didier Gailhaguet, président de la fédération française des sports de glace pour demander sa démission « pour manquement à la sécurité des enfants depuis plus de 20 ans. ». Il démissionne et Nathalie Péchalat lui succède.
En février 2025, un ancien entraîneur de la patinoire d’Asnières-sur-Seine, Sébastien C., est condamné à sept ans de prison pour viols sur des jeunes filles de 13 et 14 ans au moment des faits.

### Rugby
En 2024, Hugo Auradou et Oscar Jegou sont accusés de viol en Argentine. Le 10 décembre 2024, la juge Arenas chargée de l'affaire, à Mendoza, abandonne les poursuites pour viol aggravé contre Hugo Auradou et Oscar Jegou. La défense de la plaignante peut cependant faire appel de cette décision.
Le rugbyman Ratu Nacika est condamné en novembre 2024 par le tribunal de Dax pour des faits d'agressions sexuelles, sur deux « serveuses dans deux établissements différents », en état d'ivresse manifeste, « accompagnées de violences sur un client et de dégradations sur la porte d'un des bars ».
Trois anciens rugbymen du Football Club de Grenoble rugby accusés de viol collectif en 2017 sur une étudiante de vingt ans, puis licenciés par l'ancien président du FCG Éric Pilaud sont jugés en décembre 2024.
L’Irlandais Denis Coulson (reconverti dans le BTP) et le Français Loïck Jammes (Provence Rugby) sont condamnés à quatorze ans de prison et le Néo-Zélandais Rory Grice (Oyonnax Rugby) à douze ans de prison.
Par ailleurs l’Irlandais Chris Farrell (Oyonnax Rugby) est condamné à quatre ans de prison, dont deux avec sursis, et le Néo-Zélandais Dylan Hayes (en) (retraite sportive) à deux ans avec sursis pour avoir assisté au viol sans être intervenus,.

### Tennis

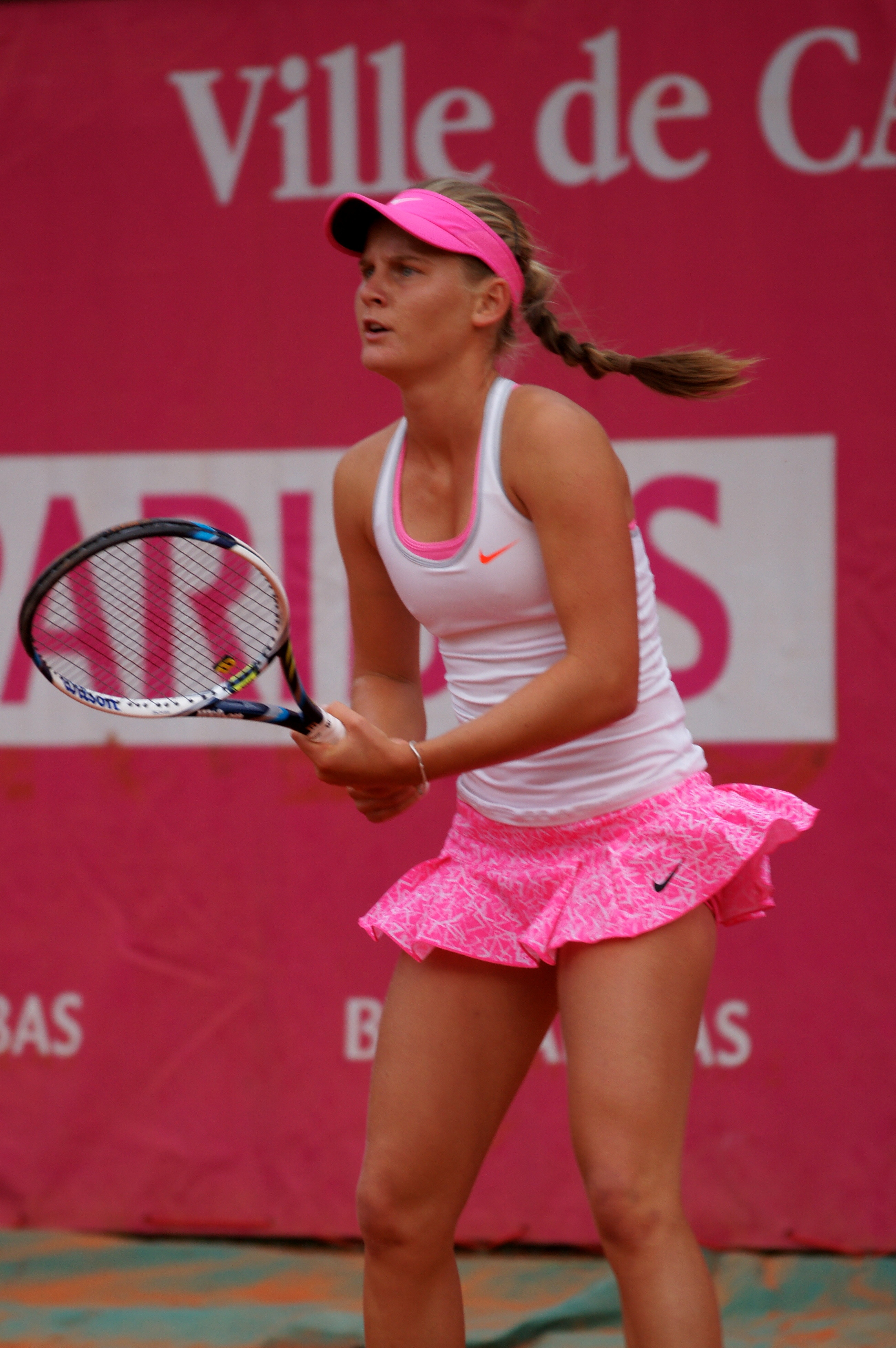
Fiona Ferro (2015).

En 2007, un nouveau scandale majeur retentit avec la dénonciation des crimes commis par Régis de Camaret. Isabelle Demongeot, ex-numéro 1 du tennis féminin français se rend auprès de la justice pour porter plainte pour viol contre son ancien entraîneur.
En 2022, la joueuse de tennis Fiona Ferro porte plainte contre son ancien entraineur Pierre Bouteyre pour des agressions sexuelles et des viols alors qu'elle a entre 15 et 18 ans entre 2012 et 2015 ; l'entraineur est mis en examen en août 2022 et se défend en affirmant qu'il s'agissait d'une relation amoureuse consentie. En septembre 2024, une ordonnance de mise en accusation devant la cour criminelle est décidée par le juge d’instruction de Draguignan.
En août 2023, l'ancienne joueuse Selima Sfar qui s'entrainait en France, accuse Régis de Camaret de l'avoir violée à de multiples reprises lorsqu'il était son entraîneur. 
Jean-Pierre Dartevelle, ancien vice-président de la Fédération française de tennis, est jugé en février 2025 pour des viols sur une joueuse âgée entre 17 et 19 ans au moment des faits soit une différence d’âge de plus de 50 ans. Celle-ci dénonce une « relation d’emprise »,.

## Analyses
Lors des premières Assises internationales de lutte contre les violences sexuelles dans le sport, organisé en 2023 par le Comité national olympique et sportif français (CNOSF), la juriste Catherine Le Magueresse indique : « Le sport favorise l'éloignement des familles à l'occasion des stages et compétitions, une relation asymétrique fréquente, l'influence du collectif. On ne veut pas mettre en cause l'équipe car on ne veut pas que la mauvaise réputation s'abatte sur elle. Il y a une relation au corps qui est également prétexte à une agression ».
Pour Simon Latournerie, un des responsables de l’association de prévention des violences sexuelles dans le sport Colosse aux pieds d’argile : « Le sport est un contexte (qui) peut être propice à des violences. Un athlète a un lien de dépendance avec son entraîneur. Il y a un lien d’autorité ». Clémence Lisembard, responsable des opérations de la Fondation pour l'enfance, voit dans le sport un ensemble d'éléments homogènes de violences celles-ci débutent avec des « violences psychologiques et physiques, et peut aller jusqu’aux violences sexuelles ». Une enquête de la Fondation pour l’enfance avance que « 26 % des parents tolèrent les violences physiques dans le sport sur leurs enfants ».

## Films
- Slalom, un film dramatique franco-belge réalisé par Charlène Favier, sorti en 2020. dénonce les agressions sexuelles dans le sport[35],[36].
- Le Colosse aux pieds d'argile, un téléfilm français réalisé en 2022 par Stéphanie Murat[37].

## À voir